# مار (بازی ویدیویی)
مار Snake

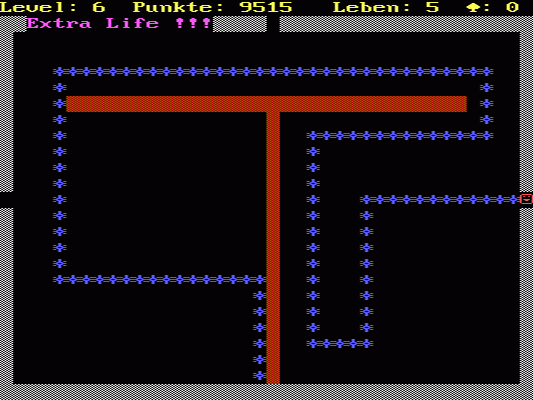
Snake on an IBM PC compatible with a Colour Graphics Adapter

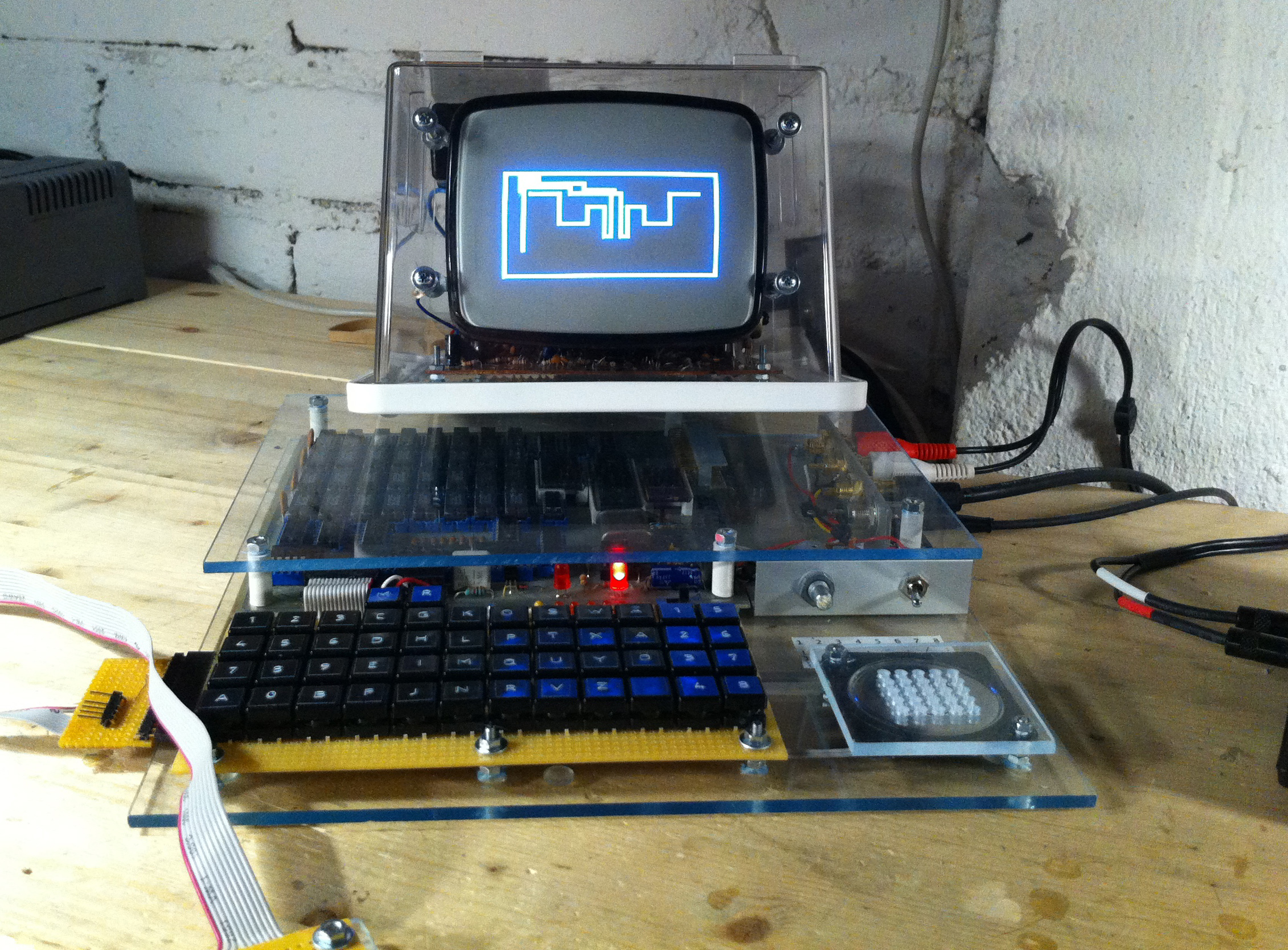
Snake on a Telmac 1800, CHIP-8, published 1978

اگر با گوشیهای نوکیا کار کرده باشید - مخصوصاً گوشیهای قدیمی و ساده - احتمالاً با بازی معروف و محبوب اسنیک (مار) آشنا هستید. بازی که در آن شما باید تا می‌توانستید با بدست آوردن امتیازهای بیشتر بزرگتر و بزرگتر می‌شدید.

## قوانین بازی
در شروع بازیکن یک نقطه، مربع یا شی را در یک صفحه حاشیه دار با کلیدهای جهتی (چپ، راست، بالا، پایین) کنترل می‌کند. وقتی که نقطه در هر جهتی قرار بگیرد در همان جهت به حرکت ادامه می دهداما تا وقتی که کاربر جهت را عوض کند همان‌طور که به جلو حرکت می کندنفظه‌هایی را به عنوان غذا می‌خورد، و به دنبالهٔ خود اضافه می‌کند ویزرگتر می‌شود و شبیه یک مار در حال حرکت است. در برخی از بازی‌ها، انتهای مسیر در یک موقعیت ثابت است، بنابراین مار به‌طور مداوم با حرکت طولانی‌تر می‌شود. در طرح رایج دیگر، مار دارای طول مشخصی است، بنابراین یک دم متحرک با تعداد ثابتی از واحدها از سر فاصله دارد. وقتی مار به حاشیه صفحه نمایش، موانع دیگر یا خودش برخورد کند، بازیکن بازنده است.

## تاریخچه

Animation of a generic snake game

قدمت طراحی Snake به بازی آرکید Blockade [2][3] برمی‌گردد که توسط Gremlin در سال ۱۹۷۶ توسعه و منتشر شد.[۴]